# Ovaticoccus agenjoi
Ovaticoccus agenjoi är en insektsart som först beskrevs av Gómez-menor Ortega 1954.  Ovaticoccus agenjoi ingår i släktet Ovaticoccus och familjen filtsköldlöss.
Artens utbredningsområde är Spanien. Inga underarter finns listade i Catalogue of Life.